# 임팩트!
임팩트!(영어: Impact!)는 GFW 메인 브랜드이다. 그리고 2진급 프로그램인 익스플러즌(Xplosion)으로 구성되어 있으며, 미국 현지에서는 팝 TV(Pop TV), 영국 현지에서 스파이크 TV(Spike TV)가 임팩트를, My5 채널에서 익스플러즌을 방영해주고 있다.
한국에서는 2004년 후반부터 수퍼 액션에서 임팩트가 방송이 되면서 인지도가 높아졌으며 2007년부터 OGN에서 임팩트가 방영이 되어서 인기절정에 올라갈 즈음에 스타크래프트를 비롯한 각종 게임팬들의 반발로 방영이 중단되었다. 2010년 여름부터 IPTV 채널 IPSN에서 다시 임팩트를 방영하였으나 2011년 8월 다시 방영이 중단되었다. 현재 미국현지에서는 스파이크 TV가 프로레슬링 방영을 포기하기로 선언하면서 2014년까지만 스파이크 TV에서 방영되는 것이 확정되었으며, 2014년 8월 25일 디스커버리 채널의 산하 채널인 벨로시티 채널에서 방영권 계약에 관심을 드러냈으나 결국 2014년 11월 20일 스파이크 TV와 결별 후 디스커버리 채널 산하 채널인 데스티네이션 아메리카와의 다년 계약을 발표하였다. 그러나, 1년 계약으로 단축되어 2015년까지만 방영되었으며, 2015년 11월 19일 미국 POP과 다년 계약을 체결하여 2016년 1월부터 방영하고 있다.
원래는 TNA의 메인 브랜드였으나, 2017년 GFW와
합병되면서 GFW의 메인 브랜드가 되었다.

## 해설자
| 해설자                               | 날짜 |
| ------------------------------------ | --- |
| 마이크 테네이 & 돈 웨스트            | 2004년 6월4일 ~ 2009년 8월 13일 |
| 마이크 테네이 & 태즈                 | 2009년 8월20일 ~ 2012년 10월 18일 2009년 10월 25일 ~ 2012년 11월 8일 (후반부) 2013년 6월 6일 ~2013년 7월 11일 2013년 8월 15일 ~ 2015년 1월 7일 |
| 토니 캐넬레이 & 제레미 보래쉬        | 2009년 10월 25일 ~ 2012년 11월 8일 (전반부) |
| 토니 캐넬레이 & 마이크 테네이 & 태즈 | 2012년 11월15일 ~ 2013년 5월 30일 |
| 마이크 테네이 & 제레미 보래쉬        | 2012년 11월 1일 (후반부) 2013년 7월 18일 ~ 2013년 8월 1일 2014년 1월 30일 ~ 2014년 2월 6일                                                     |
| 제레미 보래쉬 & 태즈                 | 2013년 8월 8일 |
| 태즈 & 조시 매튜스                   | 2015년 1월 7일 ~ 2015년 4월 16일 |
| 조시 매튜스                          | 2015년 4월 24일 ~ 2015년 5월 15일 |
| 알 스노우 & 조쉬 매튜스              | 2015년 5월 29일 |
| 디 안젤로 디네로 & 조쉬 매튜스       | 2015년 6월 3일 ~ |

## 스페셜 세그먼트
| 세그먼트                               | 호스트                  | 연도                           |
| -------------------------------------- | ----------------------- | ------------------------------ |
| 러프 컷                                | TNA 레슬러              | 2008년 2월 ~ 2009년 4월        |
| $25,000 팬 챌린지                      | 어썸 콩 & 라이샤 세이드 | 2008년 5월 ~ 2008년 7월        |
| 카렌'즈 앵글                           | 카렌 앵글               | 2008년 7월 ~ 2008년 10월       |
| O.D.B.'즈 앵글/트래시 토킹 위드 O.D.B. | O.D.B.                  | 2008년 11월 ~ 2009년 12월      |
| 하드코어 히스토리 101                  | 믹 폴리                 | 2009년 2월 ~ 2009년 4월        |
| 오프 더 왜건 챌린지                    | 비어 머니 INC           | 2009년 2월 ~ 2009년 4월        |
| 더블 제이 더블 엠 에이 오픈 챌린지     | 제프 제럿               | 2010년 12월9일 ~ 2011년 1월6일 |